# 마쓰다이라 다다나오 (1595년)
마쓰다이라 다다나오(일본어: 松平忠直, 1595년 7월 16일(분로쿠 4년 음력 6월 10일) - 1650년 10월 5일(게이안 3년 음력 9월 10일))는 에도 시대 초기의 다이묘이다. 도쿠가와 이에야스의 서자 유키 히데야스의 장남으로, 후쿠이번 제2대 번주이다.

## 생애
1595년(분로쿠 4년) 출생하였다. 아버지는 유키 히데야스, 어머니는 유키 히데야스의 측실 나카가와씨(中川氏)이다. 1607년(게이초 12년) 아버지 유키 히데야스가 사망하자 12세의 나이에 에치젠(越前) 후쿠이번 75만 석의 다이묘가 되었다. 1611년(게이초 16년) 16세 때 숙부이자 2대 쇼군 도쿠가와 히데타다(徳川秀忠)의 3녀 가쓰히메(勝姫)를 정실로 맞아들였다.
1614년(게이초 19년) 오사카 전투에 참여하였다. 첫 전쟁인 오사카 겨울 전투(大坂冬の陣)에서는 군졸들을 제대로 다루지 못하고 장수로서 미숙한 모습을 보여 할아버지인 도쿠가와 이에야스에게 꾸지람을 들었으나, 이듬해 오사카 여름 전투(大坂夏の陣) 때에는 도요토미 측의 장수인 사나다 노부시게 등을 죽이고 오사카성에 제일 먼저 입성하는 등 공을 세웠다.
그러나 전쟁이 끝난 뒤 논공행상에 불만을 품으면서 점차 막부에 대해 반항적인 태도를 보였다. 1621년(겐나 7년)에는 병을 핑계로 에도로의 참근교대 의무를 게을리하였고, 1622년(겐나 8년)에는 쇼군의 딸이자 자신의 아내인 가쓰히메의 살해를 기획하였다 적발되었으며, 군사를 조련하고 가신들을 이유 없이 벌주는 등 기행을 거듭하였다. 결국 1623년(겐나 9년) 쇼군 히데타다에 의해 은거를 명령받고 동생 다다마사에게 다이묘 직을 물려준 뒤 출가하였다.
1650년 향년 56세로 사망하였다.

## 자녀
- 정실 가쓰히메(勝姫) : 도쿠가와 히데타다의 3녀
  - 장남 마쓰다이라 미쓰나가(松平光長) : 에치고 다카다번주
  - 장녀 가메히메(亀姫) : 다카마쓰노미야 요시히토 친왕(高松宮好仁親王)의 비(妃)
  - 차녀 쓰루히메(鶴姫) : 구조 미치후사의 정실
- 측실
  - 차남 나가미 나가요리(永見長頼)
  - 삼남 나가미 나가요시(永見長良)
  - 삼녀 閑